# Bembidion chilense
Bembidion chilense es una especie de escarabajo del género Bembidion, familia Carabidae. Fue descrita científicamente por Solier en 1849.
Habita en Chile.